# Gmina Niemce
Die Gmina Niemce ist eine Landgemeinde im Powiat Lubelski der Woiwodschaft Lublin in Polen. Ihr Sitz ist das gleichnamige Dorf.

## Gliederung
Zur Landgemeinde Niemce gehören folgende 30 Ortschaften mit einem Schulzenamt:
Baszki
Boduszyn
Ciecierzyn
Dys
Dziuchów
Elizówka
Jakubowice Konińskie
Jakubowice Konińskie-Kolonia
Kawka
Krasienin
Krasienin-Kolonia
Kolonia Bystrzyca
Ludwinów
Łagiewniki
Majdan Krasieniński
Nasutów
Niemce
Nowy Staw
Leonów
Osówka
Pólko
Pryszczowa Góra
Rudka Kozłowiecka
Stoczek
Stoczek-Kolonia
Swoboda
Wola Niemiecka
Wola Krasienińska
Zalesie

## Sohn von Niemce
- Ernst Hein (1887–1950), deutscher Verwaltungsjurist und Kommunalbeamter